# Иссоп лекарственный
Иссо́п лека́рственный (лат. Hyssópus officinális) — вид полукустарников рода Иссоп (Hyssopus) семейства Яснотковые (Lamiaceae), произрастающих в Евразии и Африке.

## Ботаническое описание

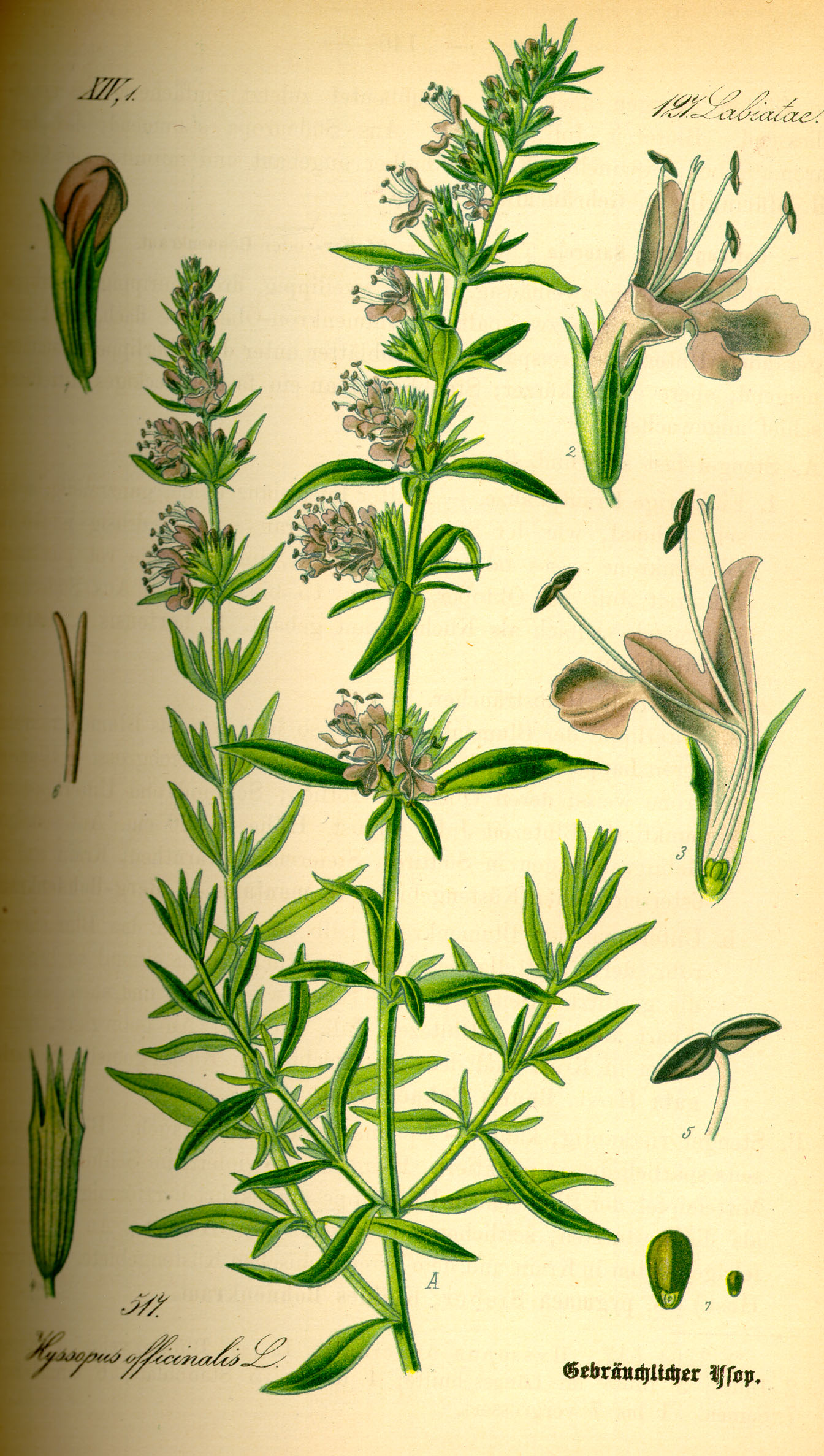
.

Ветвистый полукустарник высотой 20—80 см.
Корень стержневой, деревянистый.
Стебли многочисленные четырёхгранные, у основания одревесневающие, коротко опушённые или почти голые.
Листья супротивные, почти сидячие, ланцетные, со слегка завёрнутыми на нижнюю сторону краями, верхушечные более мелкие.
Соцветия продолговатые, колосовидные, нередко однобокие, состоящие из собранных в пазухах листьев 3—7 ложных полумутовок. Чашечка светло-зелёная, обычно с одной стороны фиолетовая. Венчик двугубый, синий, фиолетовый, реже розовый или белый. Четыре тычинки заметно выдаются из венчика.
Плод — ценобий: дробный плод, состоящий из четырёх равномерно развитых орешковидных плодиков (эремов). Зрелые плодики трёхгранно-яйцевидные, тёмно-коричневые.
Цветёт растение в июле—сентябре. Плоды созревают в августе.

## Распространение и экология
В диком виде растение встречается в Центральной, Восточной и Южной Европе, Северной Африке, Западной Азии. На территории России в диком виде растение произрастает в Дагестане. В настоящее время натурализирован в Северной Америке, практически на всей территории Европы и в европейской части России.
Предпочитает солнечные места и хорошо дренированные почвы.

## Растительное сырьё
В цветущей надземной части содержатся эфирное масло (0,6—2 %), флавоноиды (диосмин, иссопин, гесперидин), дубильные и горькие вещества, смолы, камедь, тритерпеновые кислоты (урсоловая и олеаноловая) и другие вещества. Иссоп богат аскорбиновой кислотой (около 0,2 %).
Эфирное масло иссопа — жидкость зеленовато-жёлтого цвета с сильным скипидарно-камфорным запахом, в его состав входят пинен, пинекамфеол, камфен, альдегиды, углеводороды и спирты.
Имеются данные, что растения с синими цветками содержат больше эфирного масла, чем формы с красными и белыми цветками.
Иссоп является хорошим фитонцидным растением.
Растение при использовании в пищу способствует пищеварению, возбуждает аппетит.
Служит средством против потения, оказывает подкрепляющее действие при медикаментозном лечении простудных заболеваний.

## Значение и применение
Ценный медонос, даёт много ароматного нектара и цветочной пыльцы.  С 1 га сплошного произрастания пчёлы могут собрать 120—300 кг ароматного мёда. Иссоповый мёд относится к лучшим. Нектаропродуктивность 1961 года в условиях Тюмени для растений второго года жизни составила 277, а растений третьего года —405 кг на гектар. Содержание сахара в нектаре колебалось от 29 до 48%.

### Иссоп в кулинарии
Молодые побеги с листьями и цветками в свежем и сушёном виде имеют имбирно-шалфейный аромат и горьковатый приятный пряный вкус. Используются как душистая приправа для ароматизации первых, вторых блюд и холодных закусок. В некоторых странах иссоп применяют при производстве тонизирующего напитка для пожилых людей. Иссоп занимает важное место в диетическом питании. Пригоден для приготовления жареной свинины, рыбных блюд, рагу, зраз из говядины, супов из фасоли и картофеля, маринадов. Иссоп улучшает вкус салатов из свежих огурцов и помидоров. Мелконарезанный свежий иссоп смешивают с сыром, что придаёт продукту пикантный вкус и приятный аромат. Входит в состав абсента.
Иссоповое масло, а также сухая трава находит широкое применение при ароматизации напитков и парфюмерных изделий.

### Иссоп в медицине
Иссоп относится к древнейшим лекарственным растениям, которыми пользовался ещё знаменитый древнегреческий врач Гиппократ.
В медицине многих стран применяются верхушечные части стеблей с листьями и цветками. По лечебному действию иссоп подобен шалфею лекарственному. Иссоп лекарственный включён в фармакопеи Румынии, Франции, Германии, Португалии и Швеции, в научной медицине России не используется.
Болгарская медицина рекомендует траву при хронических бронхитах и катаре кишечника как средство, уменьшающее выделение пота, как антисептик. В народной медицине Болгарии его применяли при диспепсии, запорах, анемии и как отхаркивающее.
В русской народной медицине листья и цветущие верхушки иссопа применяли как отхаркивающее средство при хронических катарах верхних дыхательных путей (бронхитах, трахеитах, ларингитах), а также при бронхиальной астме, неврозах, стенокардии, чрезмерной потливости, ревматизме, хронических колитах, метеоризме, как противоглистное, мочегонное и лёгкое тонизирующее средство.
Экспериментально доказано антимикробное действие эфирного масла иссопа. Было предложено применять его в смеси с какой-либо жировой основой в качестве лекарственного средства при гнойных заболеваниях кожи стафилококкового происхождения.
Настой и отвар иссопа можно использовать наружно для промывания глаз и в виде полосканий при стоматитах, заболеваниях глотки и при охриплости голоса, а также для компрессов при ушибах, кровоподтёках и как ранозаживляющее средство.

## Классификация

### Таксономия
Вид Иссоп лекарственный входит в род Иссоп (Hyssopus), который относится к подсемейству Котовниковые (Nepetoideae) семейства Яснотковые (Lamiaceae) порядка Ясноткоцветные (Lamiales).
|  |                                      |  | | |                      |  | ещё 22 семейства (APG III), в том числе Акантовые, Бигнониевые, Вербеновые, Геснериевые, Заразиховые, Маслиновые, Норичниковые, Педалиевые, Подорожниковые | ещё 22 семейства (APG III), в том числе Акантовые, Бигнониевые, Вербеновые, Геснериевые, Заразиховые, Маслиновые, Норичниковые, Педалиевые, Подорожниковые |                           |  |  |  | ещё около 210 родов | ещё около 210 родов     |  |  |
|  |                                      |  | | |                      |  | ещё 22 семейства (APG III), в том числе Акантовые, Бигнониевые, Вербеновые, Геснериевые, Заразиховые, Маслиновые, Норичниковые, Педалиевые, Подорожниковые | ещё 22 семейства (APG III), в том числе Акантовые, Бигнониевые, Вербеновые, Геснериевые, Заразиховые, Маслиновые, Норичниковые, Педалиевые, Подорожниковые |                           |  |  |  | ещё около 210 родов | ещё около 210 родов     |  |  |
|  |                                      |  | | порядок Ясноткоцветные |                      |  | | | подсемейство Котовниковые |  |  |  |                     | вид Иссоп лекарственный |  |  |
|  |                                      |  | | порядок Ясноткоцветные |                      |  | | | подсемейство Котовниковые |  |  |  |                     | вид Иссоп лекарственный |  |  |
|  | отдел Цветковые, или Покрытосеменные |  | | | семейство Яснотковые |  | | | род Иссоп                 |  |  |  |                     |                         |  |  |
|  | отдел Цветковые, или Покрытосеменные |  | | |                      |  | | |                           |  |  |  |                     |                         |  |  |
|  |                                      |  | ещё 58 порядков цветковых растений (согласно Системе классификации APG III, 2009), из которых к ясноткоцветным наиболее близки Гарриецветные, Горечавкоцветные и Паслёноцветные | ещё 58 порядков цветковых растений (согласно Системе классификации APG III, 2009), из которых к ясноткоцветным наиболее близки Гарриецветные, Горечавкоцветные и Паслёноцветные |                      |  | | ещё 6 подсемейств | ещё 6 подсемейств         |  |  |  | ещё около 50 видов  |                         |  |  |
|  |                                      |  | | ещё 58 порядков цветковых растений (согласно Системе классификации APG III, 2009), из которых к ясноткоцветным наиболее близки Гарриецветные, Горечавкоцветные и Паслёноцветные |                      |  | | | ещё 6 подсемейств         |  |  |  |                     |                         |  |  |

## Синонимы
По информации базы данных The Plant List (2013), в синонимику вида входят следующие названия:
- Hyssopus alopecuroides Fisch. ex Benth.
- Hyssopus altissimus Mill.
- Hyssopus angustifolius M.Bieb.
- Hyssopus beugesiacus Jord. & Fourr.
- Hyssopus caucasicus Spreng. ex Steud.
- Hyssopus decumbens Jord. & Fourr.
- Hyssopus fischeri Steud.
- Hyssopus hirsutus Hill
- Hyssopus judaeorum Sennen
- Hyssopus myrtifolius Desf.
- Hyssopus officinalis var. angustifolius (M.Bieb.) Benth.
- Hyssopus officinalis subsp. borealis Domin
- Hyssopus officinalis var. decumbens (Jord. & Fourr.) Briq.
- Hyssopus officinalis var. decussata Pers.
- Hyssopus officinalis var. latifolius Fisch. ex Benth.
- Hyssopus orientalis Adams ex Willd.
- Hyssopus passionis Sennen & Elias
- Hyssopus polycladus Jord. & Fourr.
- Hyssopus pubescens Jord. & Fourr.
- Hyssopus recticaulis Jord. & Fourr.
- Hyssopus ruber Mill.
- Hyssopus schleicheri G.Don ex Loudon
- Hyssopus torresii Sennen
- Hyssopus vulgaris Bubani
- Thymus hyssopus E.H.L.Krause